# Bawana
Bawana è una suddivisione dell'India, classificata come census town, di 23.095 abitanti, situata nel distretto di Delhi Nord Ovest, nello territorio federato di Delhi. In base al numero di abitanti la città rientra nella classe III (da 20.000 a 49.999 persone).

## Geografia fisica
La città è situata a 28° 48' 0 N e 77° 1' 60 E e ha un'altitudine di 212 m s.l.m..

## Società

### Evoluzione demografica
Al censimento del 2001 la popolazione di Bawana assommava a 23.095 persone, delle quali 12.947 maschi e 10.148 femmine. I bambini di età inferiore o uguale ai sei anni assommavano a 3.180, dei quali 1.801 maschi e 1.379 femmine. Infine, coloro che erano in grado di saper almeno leggere e scrivere erano 16.516, dei quali 10.093 maschi e 6.423 femmine.